# Hilaroleopsis pituna
Hilaroleopsis pituna är en skalbaggsart som beskrevs av Maria Helena M. Galileo och Martins 2006. Hilaroleopsis pituna ingår i släktet Hilaroleopsis och familjen långhorningar.
Artens utbredningsområde är Panama. Inga underarter finns listade i Catalogue of Life.